# ديك رايت
ديك رايت (بالإنجليزية: Dick Wright)‏ هو لاعب كرة قاعدة أمريكي، ولد في 5 مايو 1890 في Worcester, New York ‏ في الولايات المتحدة، وتوفي في 24 يناير 1952 في بيت لحم في الولايات المتحدة.

## وصلات خارجية
- ديك رايت على موقعبيزبول رفرنس.كوم (الدوري الرئيسي) (الإنجليزية)